# Pentti Ikonen
Pentti Olavi Ikonen, ps. Pena (ur. 9 maja 1934 w Wyborgu, zm. 24 marca 2007 w Helsinkach) – fiński pływak.

## kariera
W 1952 wystartował na igrzyskach olimpijskich, na których wystartował na 100 i 400 m stylem dowolnym oraz sztafecie 4 × 200 m tym samym stylem. Na każdym z tych dystansów odpadł w eliminacjach. Na 100 m zajął 5. miejsce w swoim wyścigu z czasem 1:01,1 s, na 400 m również był 5. w swoim wyścigu z czasem 4:55,7 s, natomiast fińska sztafeta 4 × 200 m z Ikonenem w składzie uplasowała się na ostatniej, 6. pozycji w swoim wyścigu z czasem 9:26,6 s.
Jedenastokrotny rekordzista i siedemnastokrotny mistrz kraju na dystansach od 100 do 1500 m stylem dowolnym.
Po zakończeniu kariery pracował w firmie ubezpieczeniowej.